# بيت الفقس
 "**بيت الفقس**" هي بلدة تقع في شمال لبنان، وتحديدا في قضاء المنية-الضنية. تقع البلدة على بُعد 75 كم شمال شرق العاصمة بيروت، وتبعد 110 كم عن بيروت و31 كم عن طرابلس. تعد بلدة بيت الفقس ذات طابع طبيعي مميز، حيث تتراوح ارتفاعاتها من 900 متر إلى حوالي 1500 متر عن سطح البحر، ما يمنحها مناظر خلابة وأجواء معتدلة،تتبع لها الحرشة-الصومعة-الدل-العرقوب مع ارتفاعها وتعتبر من بيئة المقاومة.
تعتبر البلدة مركزًا مهمًا في المنطقة من حيث الإنتاج الثقافي والتعليمي. يسكنها حوالي 2500 نسمة من المسلمين ، وتشتهر بأنها "بلدة الشعر والعسل"، إذ تضم أكثر من عشرة شعراء بارزين وأكثر من 100 شاعر ، بالإضافة إلى أكثر من 300أستاذ في مجالات التعليم المختلفة، إلى جانب العديد من حاملي شهادات الدكتوراه والمهندسين والفنيين. كما أن البلدة تحتضن أعدادًا كبيرة من المغتربين الذين يعيشون في أوروبا ودول الخليج.
اقتصاديًا، تشتهر بيت الفقس بتربية النحل وإنتاج العسل. حيث يبلغ إنتاج البلدة السنوي من العسل ما بين 50 إلى 60 طنًا، وهو ما يعادل نحو نصف إنتاج لبنان من العسل. كما يوجد في البلدة نحو 13 ألف قفير نحل، في حين يتوزع 30 ألف قفير في كامل الشمال اللبناني، وفقًا لإحصاءات وزارة الزراعة.
أما التسمية، فإنها قد تكون نسبة إلى جد العائلة التي تقطن البلدة، الحاج محمد بن علي الفأس. وفقًا لروايات محلية، كان الحاج محمد قد نزح  إلى المنطقة، حيث استقر وأنجب ثلاثة أبناء أحدهم ذهب الى منطقة البقاع حوش الرافقة(القرصيفي) والثالث سكن في منطقة قرصيتا في الضنية.
على الصعيد الخدماتي، تتمتع بيت الفقس بعدد من المنشآت الحيوية مثل ثانوية ومدرسة تكميلية ومتوسطة من أقدم المدارس في المنطقة. كما يوجد في البلدة مستوصف خيري يقدم خدمات طبية متنوعة ويشرف عليه عدد من الأطباء المتخصصين. بالإضافة إلى ذلك، يوجد معمل لإنتاج الشمع المخصص لتربية النحل، ومصنع لتعليب العسل والمنتجات الزراعية الأخرى مثل الخضار والفواكه، وهو المعمل الوحيد في المنطقة، ويعتبر مصدرًا مهمًا لفرص العمل لأبناء البلدة.
أهم المعالم السياحية في البلدة تشمل مغارة الصحون التي تعتبر من أبرز المواقع السياحية التي ارتبطت بالكثير من القصص الشعبية، ومنطقة الصومعة التي تشتهر بمياهها العذبة وطقسها الجذاب، وتعتبر مصدر إلهام للعديد من شعرائها. أما مصادر المياه، فتتمثل في نبع السكر الذي ينبع من أعالي جرود الضنية وجبل المكمل، مما يساهم في توفير المياه العذبة للبلدة والمناطق المحيطة بها